# Дренак (Крива Паланка)
Дренак  (мкд. Дренак) је насеље у Северној Македонији, у североисточном делу државе. Дренак је у оквиру општине Крива Паланка.

## Географија
Дренак је смештен у североисточном делу Северне Македоније. Од најближег већег града, Куманова, село је удаљено 80 km источно.
Село Дренак се налази у историјској области Славиште. Насеље је положено веома високо, на западним висовима планине Осоговских планина, на преко 1.400 метара надморске висине.
Месна клима је планинска због знатне надморске висине.

## Становништво
Дренак је према последњем попису из 2002. године имао 44 становника. Од тога огромну већину чине етнички Македонци (100%).
Претежна вероисповест месног становништва је православље.